# Кристаллический кремний
Кристаллический кремний — основная форма, в которой используется кремний при производстве фотоэлектрических преобразователей и твердотельных электронных приборов методами планарной технологии. Активно развивается использование кремния в виде тонких плёнок (эпитаксиальных слоёв) кристаллической и аморфной структуры на различных подложках.

## Виды кристаллического кремния

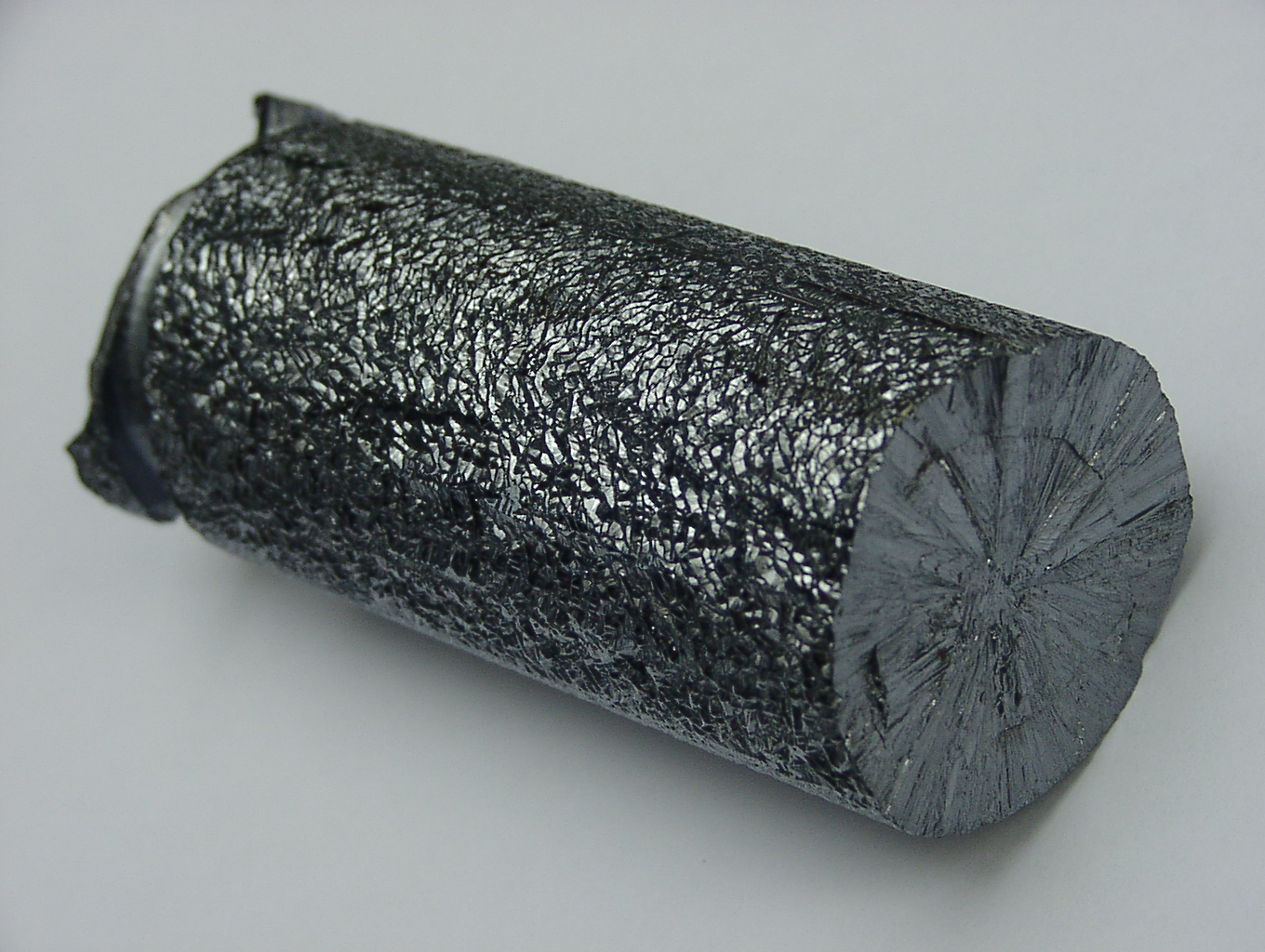
Поликристаллический кремний, полученный с помощью Сименс-метода.

В зависимости от предназначения различают:
- Кремний электронного качества (т. н. «электронный кремний») — наиболее качественный кремний с содержанием кремния свыше 99,999 % по весу, более высокими показателями по времени жизни неравновесных носителей (свыше 25 мкс), используемый для производства твердотельных электронных приборов, микросхем и т. п. Удельное электрическое сопротивление кремния электронного качества может находиться в интервале примерно от 0,001 до 150 Ом·см, но при этом величина сопротивления должна быть обеспечена исключительно заданной примесью. То есть, попадание в кристалл других примесей, хотя бы и обеспечивающих заданное удельное электрическое сопротивление, как правило, недопустимо. Основная масса кристаллов кремния электронного качества является т. н. «бездислокационными кристаллами», плотность дислокаций в них не превышает 10 см−2, однако, в некоторых случаях для изготовления электронных приборов также применяются слитки с двойниковой или даже поликристаллической структурой. Требования по чистоте кремния для конкретных типов электронных приборов могут быть особо жесткими — вплоть до 99,9999999 %.
- Кремний солнечного качества (т. н. «солнечный кремний») — кремний с содержанием кремния свыше 99,99 % по весу, со средними значениями времени жизни неравновесных носителей и удельного электросопротивления (до 25 мкс и до 10 Ом·см), используемый для производства фотоэлектрических преобразователей (солнечных батарей);
- Технический кремний — блоки кремния поликристаллической структуры, полученного методом карботермического восстановления из чистого кварцевого песка; содержит 98 % кремния, основная примесь — углерод, отличается высоким содержанием легирующих элементов — бора, фосфора, алюминия; в основном используется для получения поликристаллического кремния; в 2006—2009 годах в связи с дефицитом кремниевого сырья солнечного качества предпринимались попытки использования этого материала для производства кристаллического кремния солнечного качества: для этого производилась доочистка технического кремния путём дробления по межкристаллитным границам и стравливания примесей, концентрирующихся на границах, затем производилась перекристаллизация одним из вышеупомянутых способов).

В зависимости от способа перекристаллизации различают:
- кремний монокристаллический — цилиндрические слитки кремния моно- и поликристаллической структуры с диаметром до 400 мм, полученные методом Чохральского;
- кремний монокристаллический бестигельный — цилиндрические слитки кремния монокристалической структуры с диаметром до 150 мм, полученные методом бестигельной зонной плавки;
- мультикремний — прямоугольные блоки кремния поликристаллической структуры с размерами до 1000×1000×600 мм[источник не указан 2589 дней], полученные методом направленной кристаллизации в контейнере;
- профилированные кремниевые кристаллы поликристаллической структуры в виде полых труб (ОАО «Подольский химико-металлургический завод», РФ) или полых многогранных призм («Wacker Schott Solar», ФРГ), кремниевые ленты дендритной (поликристаллической) структуры с шириной до 30 мм, полученные методом Чохральского (без применения фильер) или методом Степанова (с применением профилирующих фильер);
- кремниевый скрап — обрезки, обломки и другие чистые отходы производства кремния описанными выше методами без следов окисления, вплавленных частей тигля либо футеровки — в свою очередь может быть разделён на подгруппы в зависимости от происхождения — используется в качестве оборотного сырья при производстве кристаллического кремния;
- umg-скрап — металлургически очищенный технический кремний — это технический кремний подвергнутый доочистке путём взаимодействия кремниевого расплава с другими веществами (для экстракции примесей либо перевода их в нерастворимую или газообразную фазу и т. п.) и последующей направленной кристаллизации и последующим удалением зоны концентрирования загрязнений;
- Pot-скрап — осколки, обрезки и другие отходы производства кристаллического кремния описанными выше способами с остатками тиглей либо футеровки, следами окисления, шлака — как правило это также та область, куда при кристаллизации оттеснялись примеси — наиболее грязный кремний — в свою очередь может быть разделён на подгруппы в зависимости от происхождения — после очистки от вкраплений посторонних веществ может использоваться как добавка к оборотному сырью при получении марок кремния с пониженными требованиями к качеству.

Кремний монокристаллический бестигельный производится только электронного качества. Мультикремний производится только солнечного качества. Монокристаллический кремний, трубы и ленты получаемые методом Чохральского могут быть как электронного, так и солнечного качества.

## Монокристаллический кремний

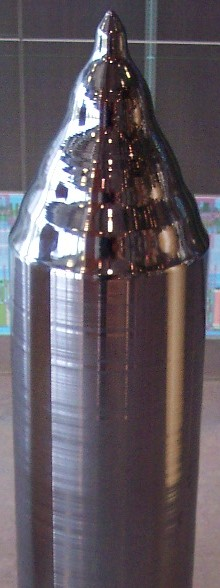
Бездислокационный монокристалл кремния, выращенный по методу Чохральского.

К монокристаллическому кремнию относятся цилиндрические слитки кремния выращенные методом Чохральского. Слитки могут иметь монокристаллическую бездислокационную структуру (число дислокаций не более 10 шт./см²); монокристаллическую структуру с линиями скольжения, двойниковую структуру (двух и трёхзёренные кристаллы), поликристаллическую структуру с мелким и крупным зерном.
В зависимости от условий выращивания слитки, имеющие в верхней (призатравочной) области бездислокационную структуру, могут прекращать бездислокационный рост, преобразуясь сначала в структуру с линиями скольжения (в ходе роста развивающиеся линии скольжения прорастают в бездислокационную часть слитка на длину порядка диаметра слитка), а затем поликристаллическую структуру, образуемую постепенно уменьшающимся до 2—3 мм в поперечном сечении кристаллитами.
Двойниковые кристаллы, выращиваемые от двойниковых затравок, изначально имеют на междвойниковой границе источники дислокаций. Поэтому в двойниковых кристаллах постепенно (на расстоянии порядка 2—3 диаметров слитка) развиваются существенные включения поликристаллических областей, постепенно поглощающих кристаллиты изначальной двойниковой структуры.
Выращенные кристаллы монокристаллического кремния подвергаются механической обработке.
Как правило, механическая обработка слитков кремния ведётся с использованием алмазного инструмента: ленточных пил, пильных дисков, шлифовальных профилированных и непрофилированных дисков, чаш. На конец 2000-х годов в оборудовании для первоначального раскроя и квадратирования слитков наблюдается постепенный переход с ленточных пил на проволочную резку алмазно-импрегнированной проволокой, а также проволочную резку стальной проволокой в карбид-кремниевой суспензии.
При механической обработке сначала из слитка вырезают части, пригодные (по своим структурным, геометрическим и электрофизическим свойствам) для изготовления приборов. Затем монокристаллический кремний, предназначенный для изготовления электронных приборов (электронный кремний), подвергается калибровке под заданный диаметр. В некоторых случаях на образующей полученного цилиндра выполняется базовый срез, параллельный одной из кристаллографических плоскостей.
Монокристаллический кремний, предназначенный для изготовления фотоэлектрических преобразователей калибровке не подвергают, но выполняют так называемое квадратирование. При квадратировании от полученного цилиндра обрезаются сегменты до образования полного квадрата или неполного квадрата (псевдоквадрата), который образован симметрично расположенными неполными сторонами квадрата с диагональю большей, чем диаметр слитка, соединёнными по дуге оставшейся образующей цилиндра. За счет квадратирования обеспечивается более рациональное использование площади в месте установки псевдоквадратных кремниевых пластин.

## Мультикремний
К мультикремнию относят прямоугольные блоки поликристаллического кремния, получаемые в больших тиглях (контейнерах) прямоугольной формы методом направленной кристаллизации. При кристаллизации температура расплава кремния в тигле (контейнере) по высоте постепенно понижается, тем самым кристаллиты растут в одном направлении, постепенно разрастаясь и вытесняя более мелкие кристаллиты. Размер зерна поликристалла, выращенного таким образом, может достигать в сечении, перпендикулярном направлению роста, 5—10 мм.
Получившиеся блоки обрезают для удаления краевых участков, содержащих частицы тигля (футеровки), а полученный блок разрезают на призмы квадратного сечения с размерами 100×100 мм, 125×125 мм, 150×150 мм, 170×170 мм, 200×200 мм в зависимости от используемой технологии.

## Получение
Кристаллический кремний производится путём перекристаллизации поликристаллического кремния либо umg-кремния, не смешанного либо смешанного в той или иной пропорции с кремниевым скрапом. Перекристаллизация производится одним из известных способов. Наиболее распространёнными являются метод Чохральского и метод направленной кристаллизации расплава в тигле. В меньшей мере для получения наиболее чистых кристаллов с максимальным удельным электрическим сопротивлением и временем жизни неосновных носителей заряда используется метод зонной плавки.

## Применение
Независимо от типа и происхождения кристаллического кремния, полученные квадратные, псевдоквадратные призмы и цилиндры из кремния разрезаются на пластины, на которых методами эпитаксии и фотолитографии (т. н. планарная технология) создают те или иные электронные приборы. Также на основе кремниевых пластин теми же методами могут быть изготовлены мембранные фильтры, художественные поделки.